# Содышка (посёлок)
Содышка — посёлок в Суздальском районе Владимирской области России, входит в состав Новоалександровского сельского поселения.

## География
Посёлок расположен на берегу реки Рпень близ впадения реки Содышка в 5 км на север от города Владимир.

## История
Возник как посёлок подсобного хозяйства Областной психоневрологической больницы, в 1965 году переименован в посёлок Содышка Сновицкого сельсовета.
С 2005 года — посёлок в составе Новоалександровского сельского поселения.

## Население
| 2002 | 2010 | 2021 |
| ---- | ---- | ---- |
| 1250 | ↘949 | ↘686 |

## Инфраструктура
В посёлке расположены Владимирская областная психиатрическая больница № 2, стационарное наркологическое отделение областного наркологического диспансера.